# Praia dos Náufragos (Sergipe)
A Praia dos Náufragos está localizada no município de Aracaju, em Sergipe, e fica a somente 8 km da Orla de Atalaia. A paisagem é emoldurada por areias finas e escuras, que formam pequenas dunas. Possui infra estrutura com barracas e condomínios residenciais.

## Descrição
Localizada a 15 quilômetros do centro de Aracaju, é considerada uma das mais aconchegantes da cidade. Seu belo visual e clima agradável costuma atrair diversos turistas durante a alta temporada, que se juntam aos moradores da região. Conta com uma espaçosa faixa de areia dourada, o mar é agitado, com boas ondas na maior parte do tempo. De águas transparentes, é propício para o banho e para a prática de esportes náuticos, como o surf. No verão costuma ser um dos lugares mais procurados por jovens e surfistas. A praia conta com uma boa infraestrutura.